# 新乌克兰斯凯 (切尔尼戈夫州)
51°44′25″N 31°12′15″E / 51.74028°N 31.20417°E
新烏克蘭斯凱（烏克蘭語：Новоукраїнське）是烏克蘭北部切爾尼希夫州切爾尼希夫區里普基市镇的村莊。始建於1846年，面積2.28平方公里，海拔高度149米，2001年人口354，人口密度每平方公里155.3人。